# Iwan Dsjuba

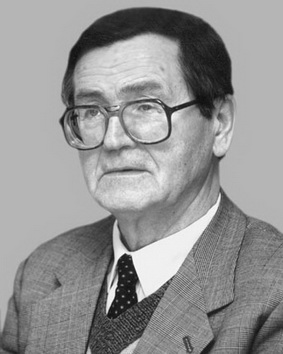
Iwan Dsjuba 2004

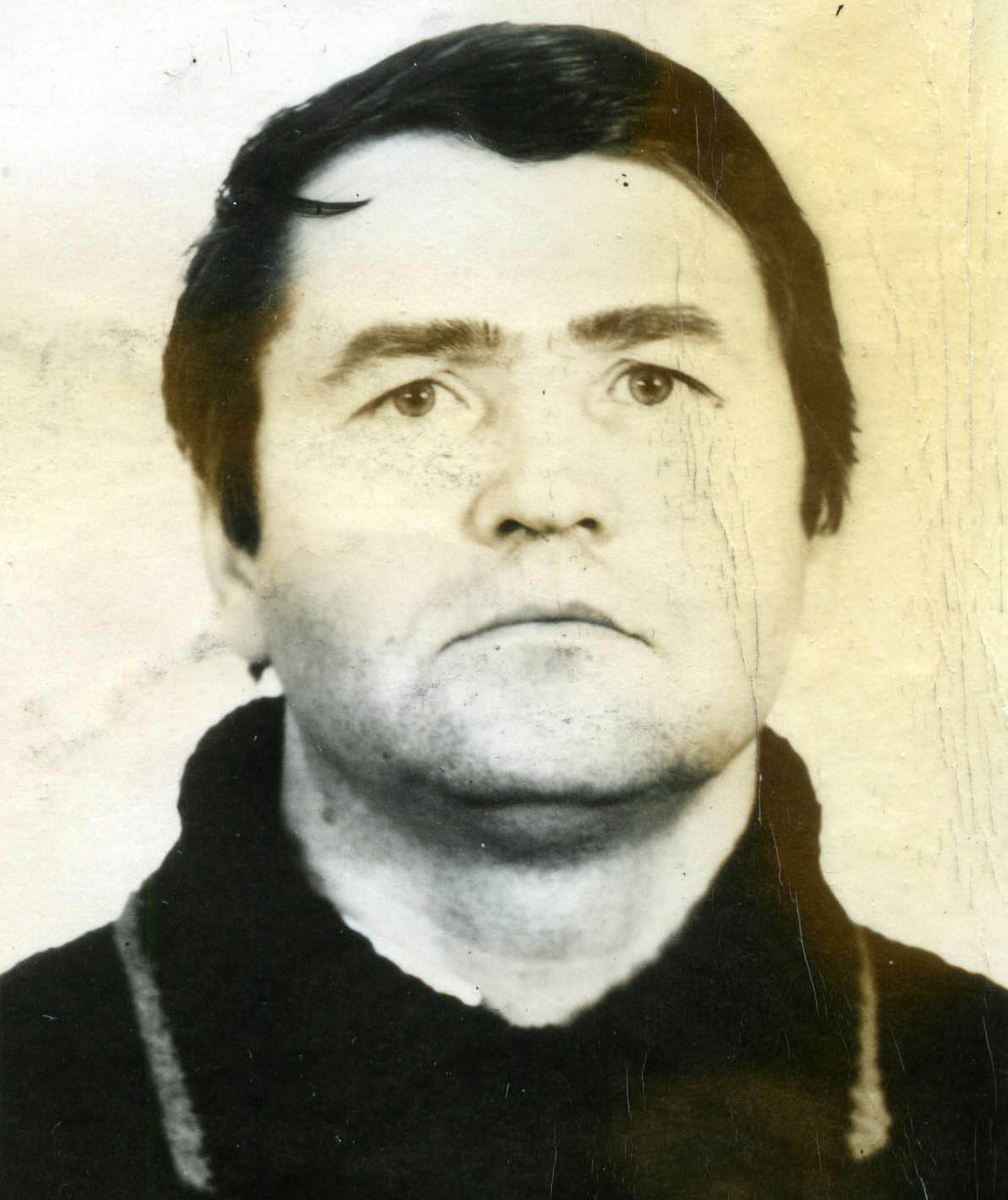
Iwan Dsjuba; offizielles Foto des KGB nach seiner Verhaftung 1973

Iwan Mychajlowytsch Dsjuba (* 26. Juli 1931 in Mykolajiwka, Oblast Donezk, Ukrainische SSR; † 22. Februar 2022 in Kiew, Ukraine) war ein ukrainischer Literaturkritiker, Autor, sozialer Aktivist, Politiker und sowjetischer Dissident. Er war von 1992 bis 1994 der zweite Kulturminister der Ukraine.

## Leben
Iwan Dsjuba besuchte das Gymnasium in Dokutschajewsk und studierte zwischen 1949 und 1953 an der Fakultät für russische Philologie des Donezker Pädagogischen Instituts russische Sprache und Literatur auf Lehramt. Von 1953 bis 1956 war er Doktorand am Institut für Literatur an der Akademie der Wissenschaften der Ukrainischen SSR. Zwischen 1957 und 1962 arbeitete er als Redakteur der ukrainischen Zeitschrift Wittschysna (Вітчизна). Von 1959 an war er Mitglied der Union der Schriftsteller der Ukraine.
Zusammen mit Wjatscheslaw Tschornowil und Wassyl Stus veranstaltete Iwan Dsjuba den ersten öffentlichen Protest in der modernen Geschichte der Ukraine, als sie bei der Premiere des Films Schatten vergessener Ahnen am 4. September 1965 im Kiewer „Kino Ukraine“ gegen die Inhaftierung ukrainischer Intellektueller demonstrierten. Im April 1968 war er in Kiew Mitinitiator des Protestbriefs 139, in dem sich 139 Wissenschaftler und Kulturschaffende in einem offenen Brief an die Sowjetführung wandten, um sich für die Einhaltung von Recht und Demokratie und gegen die illegalen Inhaftierungen von Dissidenten einzusetzen.
Für sein 1968 in London erschienenes Buch Internationalism or Russification? (ukrainisch Інтернаціоналізм чи русифікація?), das sich rasch über Samisdat verbreitete und unter den Intellektuellen der Ukraine zu einem regelrechten Dsjuba-Kult führte, wurde er beschuldigt, die sowjetische Völkerfreundschaft zu untergraben und zu fünf Jahren Gefängnis und fünf Jahren im Exil verurteilt. So war er von 1972 bis 1973 politischer Gefangener in der Sowjetunion und wurde danach mit Unterstützung von Oleg Antonow begnadigt.
Ab 1992 war er Akademiemitglied der Nationalen Akademie der Wissenschaften der Ukraine und zwischen 1999 und 2001 Vorsitzender des Ausschusses für den Nationalpreis der Ukraine Taras Schewtschenko. Von 1998 an war er Hauptredakteur der Enzyklopädie der modernen Ukraine (Ukraine im 20. Jahrhundert). Dsjuba schrieb 25 Bücher, darunter 1998 Between Politic and Literature, 2001 Thirst und 2003 Trap.

## Ehrungen
Dsjuba erhielt zahlreiche Ehrungen. Unter anderem
- im 1990 wurde er mit Antonowytsch-Preis ausgezeichnet[9]
- am 27. Februar 1991 erhielt er mit dem Taras-Schewtschenko-Preis den Staatspreis der Ukraine.[3]
- am 26. Juli 2001 wurde er per Dekret Nummer 567/2001 des Präsidenten der Ukraine Leonid Kutschma zum Held der Ukraine ernannt.[3]
- am 16. Januar 2009 wurde ihm der ukrainische Orden der Freiheit verliehen.[3]